# Número de Elsasser
El número de Elsasser, Λ, es un número adimensional en magnetohidrodinámica que representa la relación entre las  fuerzas magnéticas y la fuerza de Coriolis.

## Simbología
| Símbolo                          | Nombre                                                                           | Unidad  |
| -------------------------------- | -------------------------------------------------------------------------------- | ------- |
| {\displaystyle \Lambda _{i}}     | Número de Elsasser impuesto                                                      |         |
| {\displaystyle \Lambda _{d}}     | Número de Elsasser dinámico                                                      |         |
| {\displaystyle \mathrm {Ek} }    | Número de Ekman                                                                  |         |
| {\displaystyle \mathrm {P_{m}} } | Número de Prandtl magnético                                                      |         |
| {\displaystyle \mathrm {R_{m}} } | Número de Reynolds magnético                                                     |         |
|                                  | Dimensiones                                                                      |         |
| {\displaystyle \ell }            |                                                                                  | m       |
| {\displaystyle L}                | Longitud                                                                         | m       |
| {\displaystyle d}                | Dimensión de sección transversal                                                 | m       |
| {\displaystyle t}                | Tiempo                                                                           | s       |
|                                  | Magnético                                                                        |         |
| {\displaystyle B}                | Densidad de flujo magnético                                                      | T       |
| {\displaystyle H}                | Fuerza de campo magnético                                                        | A / m   |
| {\displaystyle \rho _{m}}        | Densidad de energía magnética                                                    | J / m3  |
| {\displaystyle q}                | Carga                                                                            | C       |
| {\displaystyle \eta }            | Difusividad magnética                                                            | m2 / s  |
| {\displaystyle \mu _{0}}         | Permeabilidad en el vacío                                                        | H / m   |
| {\displaystyle \theta }          | Ángulo entre velocidad ({\displaystyle u}) y campo magnético ({\displaystyle B}) |         |
|                                  | Materia                                                                          |         |
| {\displaystyle m}                | Masa                                                                             | kg      |
| {\displaystyle {\dot {m}}}       | Flujo másico                                                                     | kg / s  |
| {\displaystyle u}                | Velocidad                                                                        | m / s   |
| {\displaystyle \rho }            | Densidad                                                                         | kg / m3 |
| {\displaystyle \nu }             | Viscosidad cinemática                                                            | m2 / s  |
|                                  | Planeta                                                                          |         |
| {\displaystyle \phi }            | Latitud                                                                          |         |
| {\displaystyle \Omega }          | Velocidad de rotación del cuerpo                                                 | m / s   |

## Descripción
Se define como:
{\displaystyle \Lambda ={\frac {\text{Fuerza magnética}}{\text{Fuerza de Coriolis}}}}
{\displaystyle \Lambda _{i}={\frac {q\ u\ B\sin \theta }{{\dot {m}}\ L\ (2\Omega \sin \phi )}}}

### Número de Elsasser Impuesto (BajoRm{\displaystyle \mathrm {R_{m}} })
|                                                                              | 1 | 2 | 3 | 4                                                                                | 5                                                                                | 6                                                                                |
| ---------------------------------------------------------------------------- | --- | --- | --- | -------------------------------------------------------------------------------- | -------------------------------------------------------------------------------- | -------------------------------------------------------------------------------- |
| Ecuaciones                                                                   | {\displaystyle \Lambda _{i}={\frac {q\ u\ B}{{\dot {m}}\ L\ (2\Omega )}}}                                              | {\displaystyle {\dot {m}}={\frac {m}{t}}}                                                                              | {\displaystyle u={\frac {L}{t}}}                                                                                       | {\displaystyle \rho ={\frac {m}{d^{2}L}}}                                        | {\displaystyle \eta ={\frac {d^{2}}{t}}}                                         | {\displaystyle \mu _{0}=B{\Bigl (}{\frac {L\ t}{q}}{\Bigr )}}                    |
| Sustituyendo                                                                 | {\displaystyle \Lambda _{i}={\frac {q\ (L/t)\ B}{(m/t)\ L\ (2\Omega )}}}                                               | {\displaystyle \Lambda _{i}={\frac {q\ (L/t)\ B}{(m/t)\ L\ (2\Omega )}}}                                               | {\displaystyle \Lambda _{i}={\frac {q\ (L/t)\ B}{(m/t)\ L\ (2\Omega )}}}                                               |                                                                                  |                                                                                  |                                                                                  |
| Multiplicando {\displaystyle {\Bigl (}{\frac {B\ d^{2}}{B\ d^{2}}}{\Bigr )}} | {\displaystyle \Lambda _{i}={\frac {q\ (L/t)\ B}{(m/t)\ L\ (2\Omega )}}{\Bigl (}{\frac {B\ d^{2}}{B\ d^{2}}}{\Bigr )}} | {\displaystyle \Lambda _{i}={\frac {q\ (L/t)\ B}{(m/t)\ L\ (2\Omega )}}{\Bigl (}{\frac {B\ d^{2}}{B\ d^{2}}}{\Bigr )}} | {\displaystyle \Lambda _{i}={\frac {q\ (L/t)\ B}{(m/t)\ L\ (2\Omega )}}{\Bigl (}{\frac {B\ d^{2}}{B\ d^{2}}}{\Bigr )}} |                                                                                  |                                                                                  |                                                                                  |
| Ordenando                                                                    | {\displaystyle \Lambda _{i}={\frac {B^{2}}{2\ [m/(d^{2}L)]\ [d^{2}/t]\ [B\ (L\ t/q)]\ \Omega }}}                       | {\displaystyle \Lambda _{i}={\frac {B^{2}}{2\ [m/(d^{2}L)]\ [d^{2}/t]\ [B\ (L\ t/q)]\ \Omega }}}                       | {\displaystyle \Lambda _{i}={\frac {B^{2}}{2\ [m/(d^{2}L)]\ [d^{2}/t]\ [B\ (L\ t/q)]\ \Omega }}}                       |                                                                                  |                                                                                  |                                                                                  |
| Sustituyendo                                                                 | {\displaystyle \Lambda _{i}={\frac {B^{2}}{2\ \rho \ \eta \ \mu _{0}\ \Omega }}}                                       | {\displaystyle \Lambda _{i}={\frac {B^{2}}{2\ \rho \ \eta \ \mu _{0}\ \Omega }}}                                       | {\displaystyle \Lambda _{i}={\frac {B^{2}}{2\ \rho \ \eta \ \mu _{0}\ \Omega }}}                                       | {\displaystyle \Lambda _{i}={\frac {B^{2}}{2\ \rho \ \eta \ \mu _{0}\ \Omega }}} | {\displaystyle \Lambda _{i}={\frac {B^{2}}{2\ \rho \ \eta \ \mu _{0}\ \Omega }}} | {\displaystyle \Lambda _{i}={\frac {B^{2}}{2\ \rho \ \eta \ \mu _{0}\ \Omega }}} |

{\displaystyle \Lambda _{i}={\frac {B^{2}}{2\ \rho \ \eta \ \mu _{0}\ \Omega }}}
|                                                                                        | 1 | 2 | 3 | 4 |
| -------------------------------------------------------------------------------------- | --- | --- | --- | --- |
| Ecuaciones                                                                             | {\displaystyle \Lambda _{i}={\frac {B^{2}}{2\ \rho \ \eta \ \mu _{0}\ \Omega }}} | {\displaystyle \rho _{m}={\frac {B^{2}}{\mu _{0}}}}                                                                                             | {\displaystyle \mathrm {P_{m}} ={\frac {\nu }{\eta }}}                                                                                          | {\displaystyle \mathrm {Ek} ={\frac {\nu }{L^{2}\ (2\Omega )}}}                                                                                 |
| Multiplicando {\displaystyle {\Bigl (}{\frac {\nu ^{2}L^{2}}{\nu ^{2}L^{2}}}{\Bigr )}} | {\displaystyle \Lambda _{i}={\frac {B^{2}}{2\ \rho \ \eta \ \mu _{0}\ \Omega }}{\Bigl (}{\frac {\nu ^{2}L^{2}}{\nu ^{2}L^{2}}}{\Bigr )}}                                                                             | | | |
| Ordenando                                                                              | {\displaystyle \Lambda _{i}={\Bigl (}{\frac {L^{2}}{\nu ^{2}\ \rho }}{\Bigr )}{\Bigl (}{\frac {B^{2}}{\mu _{0}}}{\Bigr )}{\Bigl (}{\frac {\nu }{\eta }}{\Bigr )}{\Bigl (}{\frac {\nu }{L^{2}(2\ \Omega )}}{\Bigr )}} | | | |
| Sustituyendo                                                                           | {\displaystyle \Lambda _{i}={\Bigl (}{\frac {L^{2}}{\nu ^{2}\ \rho }}{\Bigr )}\rho _{m}\ \mathrm {P_{m}} \ \mathrm {Ek} }                                                                                            | {\displaystyle \Lambda _{i}={\Bigl (}{\frac {L^{2}}{\nu ^{2}\ \rho }}{\Bigr )}\rho _{m}\ \mathrm {P_{m}} \ \mathrm {Ek} }                       | {\displaystyle \Lambda _{i}={\Bigl (}{\frac {L^{2}}{\nu ^{2}\ \rho }}{\Bigr )}\rho _{m}\ \mathrm {P_{m}} \ \mathrm {Ek} }                       | {\displaystyle \Lambda _{i}={\Bigl (}{\frac {L^{2}}{\nu ^{2}\ \rho }}{\Bigr )}\rho _{m}\ \mathrm {P_{m}} \ \mathrm {Ek} }                       |
| Simplificando                                                                          | {\displaystyle \Lambda _{i}={\Bigl (}{\frac {L}{\nu }}{\Bigr )}^{2}{\Bigl (}{\frac {\rho _{m}}{\rho }}{\Bigr )}\mathrm {P_{m}} \ \mathrm {Ek} }                                                                      | {\displaystyle \Lambda _{i}={\Bigl (}{\frac {L}{\nu }}{\Bigr )}^{2}{\Bigl (}{\frac {\rho _{m}}{\rho }}{\Bigr )}\mathrm {P_{m}} \ \mathrm {Ek} } | {\displaystyle \Lambda _{i}={\Bigl (}{\frac {L}{\nu }}{\Bigr )}^{2}{\Bigl (}{\frac {\rho _{m}}{\rho }}{\Bigr )}\mathrm {P_{m}} \ \mathrm {Ek} } | {\displaystyle \Lambda _{i}={\Bigl (}{\frac {L}{\nu }}{\Bigr )}^{2}{\Bigl (}{\frac {\rho _{m}}{\rho }}{\Bigr )}\mathrm {P_{m}} \ \mathrm {Ek} } |

{\displaystyle \Lambda _{i}={\Bigl (}{\frac {L}{\nu }}{\Bigr )}^{2}{\Bigl (}{\frac {\rho _{m}}{\rho }}{\Bigr )}\mathrm {P_{m}} \ \mathrm {Ek} }

### Número de Elsasser dinámico (AltoRm{\displaystyle \mathrm {R_{m}} })
|                                                                | 1 | 2 | 3                                                                                   | 4                                                                                   |
| -------------------------------------------------------------- | --- | --- | ----------------------------------------------------------------------------------- | ----------------------------------------------------------------------------------- |
| Ecuaciones                                                     | {\displaystyle \Lambda _{d}={\frac {B^{2}}{2\ \rho \ \eta \ \mu _{0}\ \Omega }}}                                     | {\displaystyle \eta ={\frac {d^{2}}{t}}}                                                                             | {\displaystyle u={\frac {L}{t}}}                                                    | {\displaystyle \ell ={\frac {d^{2}}{L}}}                                            |
| Sustituyendo                                                   | {\displaystyle \Lambda _{d}={\frac {B^{2}}{2\ \rho \ (d^{2}/t)\ \mu _{0}\ \Omega }}}                                 | {\displaystyle \Lambda _{d}={\frac {B^{2}}{2\ \rho \ (d^{2}/t)\ \mu _{0}\ \Omega }}}                                 |                                                                                     |                                                                                     |
| Multiplicando {\displaystyle {\Bigl (}{\frac {L}{L}}{\Bigr )}} | {\displaystyle \Lambda _{d}={\frac {B^{2}}{2\ \rho \ (d^{2}/t)\ \mu _{0}\ \Omega }}{\Bigl (}{\frac {L}{L}}{\Bigr )}} | {\displaystyle \Lambda _{d}={\frac {B^{2}}{2\ \rho \ (d^{2}/t)\ \mu _{0}\ \Omega }}{\Bigl (}{\frac {L}{L}}{\Bigr )}} |                                                                                     |                                                                                     |
| Ordenando                                                      | {\displaystyle \Lambda _{d}={\frac {B^{2}}{2\ \rho \ \mu _{0}\ (L/t)\ (d^{2}/L)\ \Omega }}}                          | {\displaystyle \Lambda _{d}={\frac {B^{2}}{2\ \rho \ \mu _{0}\ (L/t)\ (d^{2}/L)\ \Omega }}}                          |                                                                                     |                                                                                     |
| Sustituyendo                                                   | {\displaystyle \Lambda _{d}={\frac {B^{2}}{2\ \rho \ \mu _{0}\ u\ \ell \ \Omega }}}                                  | {\displaystyle \Lambda _{d}={\frac {B^{2}}{2\ \rho \ \mu _{0}\ u\ \ell \ \Omega }}}                                  | {\displaystyle \Lambda _{d}={\frac {B^{2}}{2\ \rho \ \mu _{0}\ u\ \ell \ \Omega }}} | {\displaystyle \Lambda _{d}={\frac {B^{2}}{2\ \rho \ \mu _{0}\ u\ \ell \ \Omega }}} |

{\displaystyle \Lambda _{d}={\frac {B^{2}}{2\ \rho \ \mu _{0}\ u\ \ell \ \Omega }}}
|                                                                              | 1 | 2                                                                                               | 3                                                                                               |
| ---------------------------------------------------------------------------- | --- | ----------------------------------------------------------------------------------------------- | ----------------------------------------------------------------------------------------------- |
| Ecuaciones                                                                   | {\displaystyle \Lambda _{d}={\frac {B^{2}}{2\ \rho \ \mu _{0}\ u\ \ell \ \Omega }}}                                                    | {\displaystyle \Lambda _{i}={\frac {B^{2}}{2\ \rho \ \eta \ \mu _{0}\ \Omega }}}                | {\displaystyle \mathrm {R_{m}} ={\frac {u\ d}{\eta }}}                                          |
| Multiplicando {\displaystyle {\Bigl (}{\frac {\eta \ d}{\eta \ d}}{\Bigr )}} | {\displaystyle \Lambda _{d}={\frac {B^{2}}{2\ \rho \ \mu _{0}\ u\ \ell \ \Omega }}{\Bigl (}{\frac {\eta \ d}{\eta \ d}}{\Bigr )}}      |                                                                                                 |                                                                                                 |
| Ordenando                                                                    | {\displaystyle \Lambda _{d}={\frac {B^{2}}{2\ \rho \ (\eta )\ \mu _{0}\ \Omega }}{\Bigl (}{\frac {d}{[(u\ d)/\eta ]\ \ell }}{\Bigr )}} |                                                                                                 |                                                                                                 |
| Sustituyendo                                                                 | {\displaystyle \Lambda _{d}=\Lambda _{i}{\Bigl (}{\frac {d}{\mathrm {R_{m}} \ \ell }}{\Bigr )}}                                        | {\displaystyle \Lambda _{d}=\Lambda _{i}{\Bigl (}{\frac {d}{\mathrm {R_{m}} \ \ell }}{\Bigr )}} | {\displaystyle \Lambda _{d}=\Lambda _{i}{\Bigl (}{\frac {d}{\mathrm {R_{m}} \ \ell }}{\Bigr )}} |

{\displaystyle \Lambda _{d}=\Lambda _{i}{\Bigl (}{\frac {d}{\mathrm {R_{m}} \ \ell }}{\Bigr )}}